# کلی لینچ
کلی لینچ (انگلیسی: Kelly Lynch؛ زادهٔ ۳۱ ژانویهٔ ۱۹۵۹) هنرپیشه آمریکایی است. از فیلم‌هایی که وی در آن نقش داشته است، می‌توان به فرشتگان چارلی، نمایش مصائب، شهر را بلرزان، میخانه کنار جاده، قانون کشتار، سوی موفرفری، زندانیان بهشت، جو یه کسی، چراغ‌های روشن، شهر بزرگ و چیره‌دستی اشاره کرد.